# چای گابا
چای گابا ((به چینی: 佳叶龙茶)) چایی است که تحت فرایند تخمیر بدون اکسیژن خاصی قرار گرفته است و در نتیجه گابا در برگ‌های چای انباشته شده است. . این فناوری در ژاپن ایجاد شده است. دکتر تسوشیدا و همکارانش در مؤسسه تحقیقات ملی چای MAFF (در حال حاضر مؤسسه ملی سبزیجات و علوم چای) در سال ۱۹۸۴ شروع به توسعه چای غنی از گابا کردند و با موفقیت نوع جدیدی از چای را تولید کردند که تقریباً تمام اسید گلوتامیک در آن وجود داشت. بدون تغییر محتوای کاتچین یا کافئین به گابا تبدیل شده است. آنها روش جدیدی برای تخمیر چای کشف کردند و دریافتند که مقدار زیادی گابا در چای سبز طی شش تا ده ساعت در شرایط بی هوازی (بدون اکسیژن) تخمیر انباشته شده است. اکسیژن در اتاق تخمیر با نیتروژن جایگزین شد. آنها بیشتر محتوای گابا چای سبز، اولانگ و سیاه ساخته شده در شرایط بی هوازی را بررسی کردند و دریافتند که گابا در همه چای‌ها تجمع می‌یابد. دانشمندان ژاپنی علاقه و توجه زیادی به این فناوری جدید نشان دادند و در اواخر دهه ۱۹۸۰ در ژاپن، این چای گابا به‌طور فعال به عنوان یک محصول تجاری برای افراد مبتلا به فشار خون بالا توزیع شد. مشخص شد که گابا سنتز شده شیمیایی فشار خون را در حیوانات آزمایشی و انسان کاهش می‌دهد. تحقیقات بیشتر نشان داد که چای گابا همچنین می‌تواند فشار خون را در حیوانات آزمایشگاهی و انسان کاهش دهد.